# 대한민국 형법 제6조
대한민국 형법 제6조는 대한민국과 대한민국국민에 대한 국외범에 대한 형법총칙의 조문이다.  형법 제5조의 국가보호주의, 형법 제6조의 국민보호주의를 보충하는 상호주의 원칙을 선언하고 있다.

## 조문
제6조 (대한민국과 대한민국국민에 대한 국외범) 본법은 대한민국영역외에서 대한민국 또는 대한민국국민에 대하여 전조에 기재한 이외의 죄를 범한 외국인에게 적용된다. 단 행위지의 법률에 의하여 범죄를 구성하지 아니하거나 소추 또는 형의 집행을 면제할 경우에는 예외로 한다.

第6條(大韓民國과 大韓民國國民에 對한 國外犯) 本法은 大韓民國領域外에서 大韓民國 또는 大韓民國國民에 對하여 前條에 記載한 以外의 罪를 犯한 外國人에게 適用한다. 但 行爲地의 法律에 依하여 犯罪를 構成하지 아니하거나 訴追 또는 刑의 執行을 免除할 境遇에는 例外로 한다.

## 비교 조문
일본형법 제3조의2 (국민 이외의 자의 국외범) 이 법률은 일본 외에서 일본국민에 대하여 다음에 정하는 죄를 범한 일본국민 이외의 자에게 적용한다.
1. 제176조 내지 제179조(강제추행, 강간, 준강제추행 및 준강간, 집단강간 등, 미수죄) 및 제181조(강제추행 등 치사상)의 죄
2. 제199조(살인)의 죄 및 그 미수죄
3. 제204조(상해) 및 제205조(상해치사)의 죄
4. 제220조(체포 및 감금) 및 제221조(체포 등 치사상)의 죄
5. 제224조 내지 제228조(미성년자 약취 및 유괴, 영리목적 등 약취 및 유괴, 몸값 목적약취 등, 국외이송목적약취 등, 인신매매, 피약취자국외이송, 수수<授受> 등, 미수죄)의 죄
6. 제236조(강도) 및 제238조 내지 제241조(사후강도, 혼취<昏醉>강도, 강도치사상, 강도강간 및 동 치사)의 죄 및 이러한 죄의 미수죄
[평15(2003년) 법122 본조 추가, 평16(2004년) 법156, 평17(2005년) 법 66 본조 개정]

## 판례
- 행위지의 법률의 존재는 엄격한 증명을 필요로 하며[1], 검사에게 증명책임이 있다[2]
- '대한민국 또는 대한민국 국민에 대하여 죄를 범한 때'란 대한민국 또는 대한민국 국민의 법익이 직접적으로 침해되는 결과를 야기하는 죄를 범한 경우를 의미한다.[3]
- 국가보안법 제6조 제2항의 “반국가단체나 그 구성원의 지령을 받거나 받기 위하여 또는 그 목적수행을 협의하거나 협의하기 위하여 잠입하거나 탈출한 자” 및 같은 법 제8조 제1항의 “국가의 존립·안전이나 자유민주적 기본질서를 위태롭게 한다는 정을 알면서 반국가단체의 구성원 또는 그 지령을 받은 자와 회합·통신 기타의 방법으로 연락을 한 자”의 적용과 관련하여, 독일인이 독일 내에서 북한의 지령을 받아 베를린 주재 북한이익대표부를 방문하고 그곳에서 북한공작원을 만났다면 위 각 구성요건상 범죄지는 모두 독일이므로 이는 외국인의 국외범에 해당하여, 형법 제5조와 제6조에서 정한 요건에 해당하지 않는 이상 위 각 조항을 적용하여 처벌할 수 없다.[4]

## 참고 문헌
- 김재윤, 손동권, 『새로운 형법각론』, 율곡출판사, 2013. ISBN 9788997428342
- 만화 형법 판례-보호주의 법률저널  2011.08.05

## 같이 보기
- 보호주의
- 국외범